# 루벤 산티아고 허드슨
루벤 산티아고 허드슨(Ruben Santiago-Hudson, 1956년 11월 24일 ~ )은 미국의 배우이다.

## 출연 작품

### 영화
- 셀마 - 베이어드 러스틴 역
- 루슬리스

### 드라마
- 퍼블릭 모럴스(TNT)